# Арроманш (авианосец)
«Арроманш» (R 95) — авианосец ВМС Франции. Принадлежал к типу «Колоссус», головной корабль серии, был построен в Великобритании и вошёл в состав Королевского флота как «Колоссус» (англ. Colossus). Принимал участие во Второй мировой войне. Назван в честь коммуны Арроманш-ле-Бен, где произошла высадка союзников в День Д.

## В ВМФ Франции
В 1946 году «Колоссус» был передан в аренду французскому флоту, и переименован в Arromanches. Арроманш участвовал в Первой Индокитайской войне в 1948 и 1949 годах. В 1953-54 был снова развернут в Индокитае.
В 1956 году Арроманш был развернут в восточном Средиземноморье во время Суэцкого кризиса. 3 ноября 18 Корсаров F4U с Арроманша и Лафайетта бомбили египетские аэродромы вокруг Каира.
В 1957-58 годах Арроманш был перестроен с угловой 4-х градусной полетной палубой и с другими модификациями для противолодочной войны, включая операцию с самолётами Breguet Alizé ASW. В 1959 году совершил ещё один поход в Индокитай. В 1968 году авианосец был преобразован в вертолётоносец для французских морских пехотинцев с 24 вертолётами на борту.